# ユーロラインズ
ユーロラインズ（英語：Eurolines）は、欧州およびモロッコ、トルコの各国間で国際バスを運行するバス会社が加盟している組織、またはその組織に加盟しているバス会社が国際バスを運行するときに使用する「ヨーロッパ大陸横断(縦断)バス」の商標のことである。
実際の運行は現在、後述の各国のユーロラインズ各社が行っているが、これら記載各社が独立した会社となったのは近年であり、それまでは各国の長距離バスオペレート会社が「ユーロラインズ」名で行っていた大陸横断バスのことを指していた。　例えば英国ではナショナル・エクスプレスが企業としては存在しており、その英国内サーヴィスをナショナル・エクスプレスとして、他国(アイルランドを含む)行き高速バスをユーロラインズとして運行していた。　そのためロンドン・ヴィクトリア・コーチステーション内にはナショナルエクスプレス担当オペレーションとユーロラインズオペレーションが、ナショナル・エクスプレス同一社内にもかかわらず個別に存在していた。　なお、チケッテング・システムは両者共通であり、同じシステムを使用して発券が行われていた。　現在はナショナル・エクスプレスから離れたユーロラインズという別会社組織となっている。　なおこれは英国だけに限ったことではなく欧州のほかの国においても状況は同じであり、ユーロラインズという別会社組織として独立させたのは後々のことである。
ロゴは以前はO(オー)は四分割された四角い形のものであったがその後現在使用されているようなOの中に・が入ったデザインに変更された。

## 概要
ユーロラインズには、26ヶ国の32社が加盟している。組織の本部はベルギーのブリュッセルにあり、本部の役割は加盟各社間の利害調整および、対外的な連絡組織である。2008年現在、およそ各国合計500箇所の停留所が存在している。

## 加盟会社一覧
2008年現在、ユーロラインズに加盟している会社および本社所在国は次のとおり
- Austria （オーストリア） Eurolines Austria - Blaguss
- Belgium （ベルギー） Eurolines Belgium
- Bosnia-Herzegovina （ボスニア・ヘルツェゴビナ） Centrotrans
- Bulgaria （ブルガリア） Eurolines Bulgaria - Evrobus
- Croatia（クロアチア） Autotrans Rijeka
- Czech Republic （チェコ） Touring Bohemia と Veolia Eurolines CZ の2社
- Denmark （デンマーク） Eurolines Scandinavia
- Estonia （エストニア） Eurolines Estonia
- France （フランス） Eurolines France
- Germany （ドイツ） Deutsche Touring
- Great Britain （イギリス） Eurolines UK
- Hungary （ハンガリー） Eurolines Hungary
- Ireland （アイルランド） Bus Eireann
- Italy （イタリア） Eurolines Italy
- Latvia （ラトビア） Eurolines Latvia
- Lithuania （リトアニア） Kautra と Toks の2社
- Morocco （モロッコ） CTM
- Netherlands （オランダ） Eurolines Nederland
- Poland （ポーランド） Veolia Eurolines Polska
- Romania （ルーマニア） Eurolines Romania
- Serbia （セルビア）Lasta
- Slovakia （スロバキア） Slovak Lines a.s.
- Spain （スペイン） Eurolines Peninsular と SAIA の2社
- Sweden （スウェーデン） Eurolines Sweden
- Switserland （スイス） Alsa+Eggmann
- Turkey （トルコ） Ülusoy

## こぼれ話
国際バスを運行しているのは、ユーロラインズ加盟会社だけで無く、非加盟のバス会社も多くの国際バスを運行している。
運賃は全ての料金を含んでおり、格安航空会社のようにホームページの価格が諸税・燃油付加料金が含まれていないため実際より安く見えるような事は無い。また、運賃は閑繁やマーケティング戦略により大幅に値引きされることもあり、購入前に十分吟味する必要がある。（例えば、オランダのユーロラインズ社の2009年1月の広告では、アムステルダムからミラノの便が13ユーロであり、通常価格83ユーロより大幅に値引きされている）
全てのバスがユーロラインズ塗装をしている訳では無く、加盟各社およびその子会社などの塗装がなされたバスが利用されることもある。
ロンドンのヴィクトリア・ステーション(鉄道駅)近く、36 Grosvenor Gardensにはかつてユーロラインズ&ナショナル・エクスプレス直営のチケットオフィスがあり、一時期、日本人がナショナルエクスプレス社員として勤務していたことがある(2011年現在に至るまで同社歴史上唯一の日本人)。

### 一般的な利用方法
一般的な利用方法は次の通りである。
- 事前の切符購入（インターネットまたは、窓口）が必須の場合がある
- 始発や大きなバスターミナルの場合、チェックイン手続きが出発10～20分前に始まるため、その時間に待合室にいることが要求される場合がある （例：ロンドンのビクトリア・コーチステーションなど）
- バスに乗車するときには、大きな荷物はトランクに預ける。国によってはトランク利用料を別途支払う（例：クロアチアなど）
- バスは数時間おきにトイレ休憩（大抵は10分程度）や食事休憩（30分～1時間程度）が行われる
- 全てのバスが車内トイレ装備とは限らない
- 車内でのアナウンスは、現地語でしか行われない。運転手は大抵の場合英語は通じない（ヨーロッパ大陸に英語を公用語とする国はないため）
- 国境検査がある国境での方式はいろいろあり
  - 車内でパスポートが集められ、運転手が国境検査事務所に持参する方式
  - 検査官が車内に乗り込んできて、一人ずつパスポートチェックをする方式
  - 全員をバスから降ろして、一人ずつパスポートチェックをする方式
- 国境検査で入国拒否された場合、そこで下車する。運賃の返金は通常認められない
- 基本的に国境を越える乗車以外は認められないので、到着国の停留所では下車のみ受け付ける
- 到着国の停留所は、下車客が居ない場合通過することがある （車内で意志表明が要求される場合があり、意志表明しない場合降りないものとして停留所を通過される可能性がある）
- 鉄道のように、停留所に着いたからといって個々の客に教えてくれるということが無い可能性もある（現地語の車内放送は通常行われる）
- 途中で乗り継ぐ場合、荷物は自分でトランクから出して、次のバスに乗せる必要がある